# Fabian Eisele
Fabian Eisele (* 10. März 1995 in Stuttgart) ist ein deutscher Fußballspieler.

## Karriere
Der im Stuttgarter Stadtteil Bad Cannstatt geborene Eisele spielte in der Jugend zunächst für den TSV Münchingen und die Stuttgarter Kickers, von denen er 2010 zum Stadtrivalen VfB Stuttgart wechselte. In der Saison 2011/12 wurde er mit der B-Jugend der Cannstatter Deutscher Vizemeister. Beim Mercedes-Benz Junior Cup wurde Eisele 2013 Torschützenkönig. Zur Spielzeit 2014/15 wurde er in den Kader der zweiten Mannschaft des VfB Stuttgart aufgenommen. Mit dem VfB II gab Eisele am 26. Juli 2014 am 1. Spieltag der Saison 2014/15 in der 3. Profi-Liga gegen Dynamo Dresden sein Profidebüt und erzielte dabei ein Tor. Zur Spielzeit 2015/16 wechselte er zur zweiten Mannschaft von Hertha BSC. Nach zwei Jahren in Berlin wechselte er zu Beginn der Saison 2017/18 zum Drittligisten FSV Zwickau. Zur Saison 2018/19 wechselte Fabian Eisele zum 1. FC Saarbrücken in die Regionalliga Südwest. Nach der Vizemeisterschaft im ersten Jahr gelang ihm mit dem FCS in der Saison 2019/20 als Meister der Aufstieg in die 3. Liga. Im DFB-Pokal 2019/20 erreichten die Saarbrücker sensationell das Halbfinale. In Saarbrücken wurde Eisele von Trainer Lukas Kwasniok im Sommer 2020 aussortiert und er unterschrieb einen Vertrag beim TSV Steinbach Haiger. In Steinbach kam er allerdings nicht so zurecht, löste seinen Vertrag auf und wechselte kurz vor Transferschluss Anfang Oktober 2020 zum FC Carl Zeiss Jena in die Regionalliga Nordost. Mit Jena erreichte er in der Saison 2021/22 Rang zwei hinter dem BFC Dynamo. Anschließend gab der FC 08 Homburg den Wechsel des Stürmers zum Sommer 2022 bekannt. Zur Saison 2024/2025 wechselte er ablösefrei zur SG Sonnenhof Großaspach. Mit ihr gelang ihm der sofortige Aufstieg von der Oberliga Baden-Württemberg in die Regionalliga Südwest.

## Titel
- Hessenpokalsieger: 2020
- Thüringenpokalsieger: 2021, 2022
- Landespokal Württemberg: 2025